# Орлов, Давид Иванович
Дави́д (Давы́д) Ива́нович Орло́в (24 июня (6 июля) 1840 — 11 (24) августа 1916) — генерал-лейтенант русской императорской армии (1892). Участник Польской (1863—1864) и Русско-турецкой (1877—1878) кампаний, за которую был награждён золотой шашкой.

## Биография
Из дворян войска Донского, двоюродный племянник первого графа Орлова-Денисова. Родился в 1840 году, когда его отец, генерал-лейтенант Иван Алексеевич Орлов (1795—1874), служил в Тифлисе. Своё имя единственный мальчик в многочисленной семье получил в честь популярного в Грузии царя Давида. Мать, Еликонида Петровна (1810—1896), была дочерью Петра Клавдиевича Мусина-Пушкина.
Начальное образование Давид Иванович получил дома. Был близок ко двору, где пользовалась успехом его двоюродная сестра София Трубецкая, считавшаяся внебрачной дочерью Николая I.
На службу вступил 4 мая 1859 года в лейб-гвардии Казачий полк. 24 апреля 1861 года произведён в чин корнета, с 30 августа 1863 года — поручик. Принимал участие в подавлении Январского восстания. С 21 августа 1864 по 29 марта 1873 года был адъютантом по особым поручениям при великом князе Николае Николаевиче Старшем, главнокомандующем войсками гвардии и Петербургским военным округом. Произведён: в чин штабс-ротмистра 27 марта 1866 года, в чин ротмистра — 17 апреля 1867 года, в чин полковника — 28 марта 1871 года.
C 29 марта 1873 по 11 сентября 1875 года в должности командира 25-го (впоследствии 14-го), а с 4 ноября 1876 по 30 августа 1877 — 30-го Донских казачьих полков; 30 августа 1877 по 26 апреля 1878 — 1 бригады 2 казачьей дивизии. 3 августа 1877 года был назначен флигель-адъютантом к императору Александру II. Принимал участие в Русско-турецкой войне 1877−1878 годов. 26 февраля 1878 года произведён в генерал-майоры с назначением в Свиту Его Императорского Величества. 30 августа 1882 года отдано старшинство в чине.

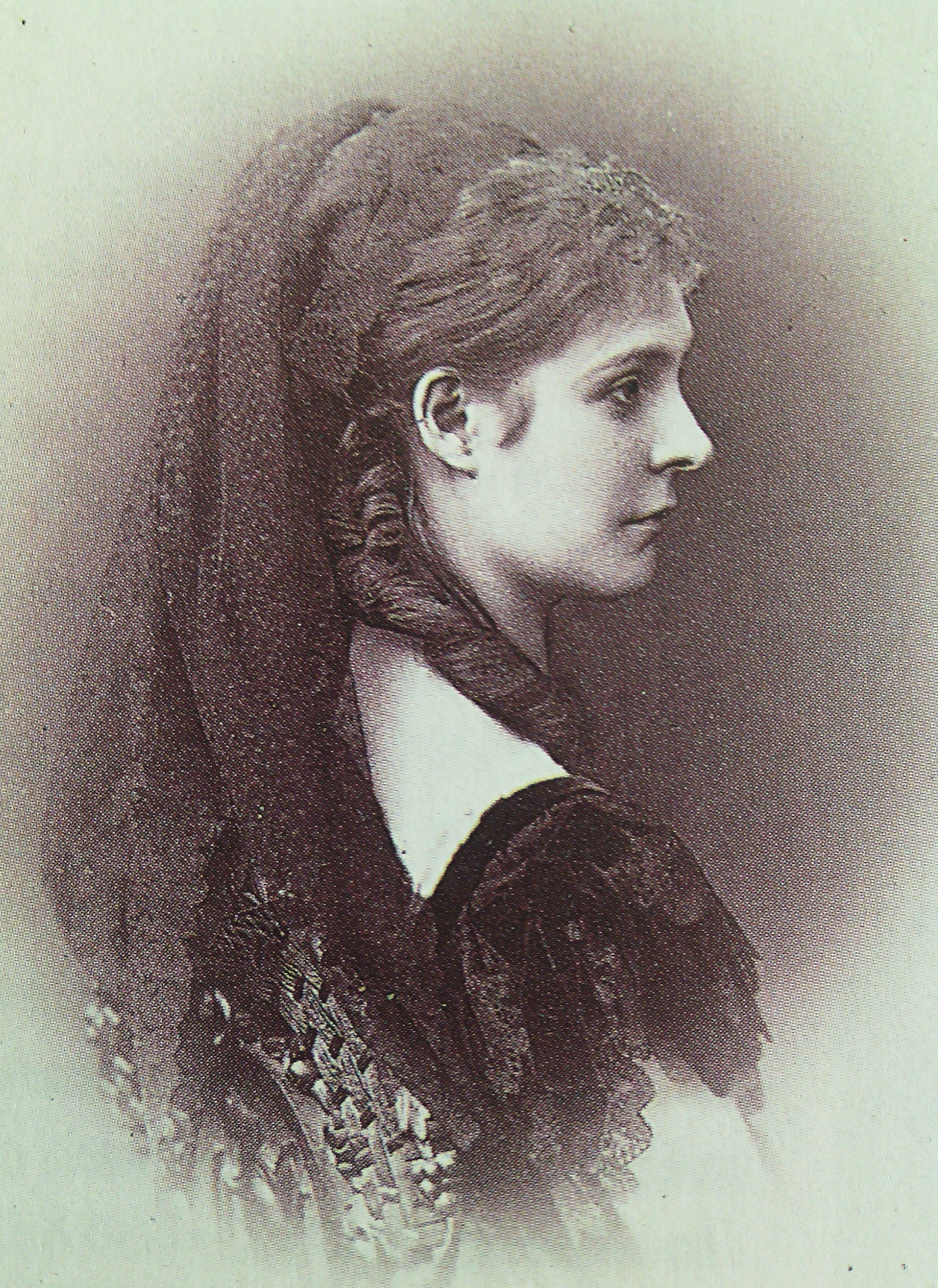
Варвара Петровна, жена

С 9 марта 1889 по 29 февраля 1892 года состоял областным войска Донского предводителем дворянства. 12 октября 1886 года в Новочеркасске было учреждено «Донское общество сельского хозяйства», но первое заседание состоялось лишь 18 января 1889 года под председательством Давида Ивановича Орлова и при участии 15-ти действительных членов. На этом заседании были назначены члены совета общества, а почётным членом кроме самого предводителя дворянства был избран войсковой наказной атаман войска Донского князь Н. И. Святополк-Мирский.
30 августа 1892 года — генерал-лейтенант. С 8 декабря 1895 по 11 сентября 1896 года Орлов состоял в распоряжении командующего Варшавским военным округом графа П. А. Шувалова. 21 сентября 1896 по 10 ноября 1898 года — начальник 12-й кавалерийской дивизии. 10 ноября 1898 по 5 августа 1900 года — начальник 1 Донской казачьей дивизии. С 1900 года состоял по Донскому казачьему войску.
По воспоминаниям внучки, в 1914 году с началом войны Орлов просился в действующую армию, но в силу возраста 74-летний генерал-лейтенант не был призван. Занимаясь сельским хозяйством и коневодством в своих имениях Орлово-Алексеевке и Орлово-Ивановке Донской области, он поставлял на фронт лошадей и продовольствие. Давид Иванович Орлов умер в 1916 году и был похоронен в родовом имении Матусово под Киевом.

## Семья

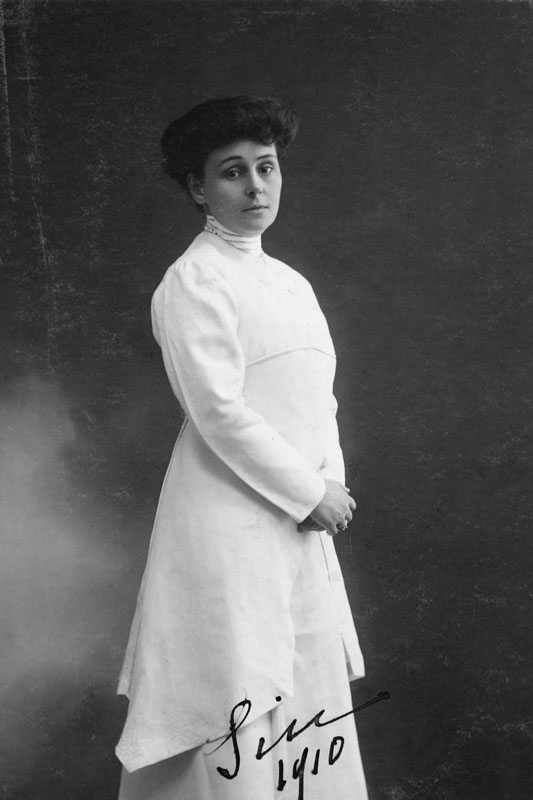
Варвара Давыдовна, дочь

Первая жена (с 1869 года) — графиня Варвара Петровна Шувалова (17.02.1850—20.09.1872), дочь камергера графа Петра Павловича Шувалова (1819—1900) и Софьи Львовны Нарышкиной, внучка графа П. А. Шувалова и Л. Н. Нарышкина. Родилась в Петербурге, крещена 15 марта 1850 года в Симеоновской церкви при восприемстве князя А. П. Шаховского и бабушки княгини В. П. Бутера. Брак был недолгим. Варвара Петровна умерла скоропостижно в Веве при родах третьего ребёнка. Похоронена на местном кладбище, где в память о ней отец построил церковь.
- Иван Давыдович (03.02.1870[7]—1918), генерал, женат на Елене Кирилловне Струве (1877—1957).
- Варвара Давыдовна (24.12.1870[8]—24.02.1915[9]), крещена 5 января 1871 года в церкви Николаевского дворца при восприемстве Э. Д. Нарышкина и бабушки С. Л. Шуваловой; с 1891 года супруга троюродного брата графа Ивана Илларионовича Воронцова-Дашкова (1868—1897), сына графа И. И. Воронцова-Дашкова. Умерла в Петербурге от заражения крови произошедшего от гнойного воспаления среднего уха, похоронена в Александро-Невской лавре.
- Мария Давыдовна (20.09.1872—20.09.1872)[5]

Во втором браке с Зинаидой Николаевной Гринёвой (1-м браке за А. В. Неклюдовым) родилась дочь:
- Мария Давыдовна (1888/1892—1956) — сестра милосердия, в первом браке супруга Николая Федоровича Маньковского (ум. 1919), во втором — Ивана Ивановича Попова, сына И. Д. Попова.
  - Внуки от второго брака:
    - Ирина Ивановна (1922—1999), жена И. П. Туроверова[источник не указан 1125 дней], брата поэта-эмигранта Н. Н. Туроверова.
    - Мария Ивановна (1924—2017), жена Леонида Михайловича Лифаря, брата С. Лифаря. Вместе с мужем участвовала в работе парижского издательства «YMCA-Press», в частности, подготовке к печати первого тома книги «Архипелаг ГУЛАГ» А. Солженицына[10][11]

## Награды
- орден Святой Анны 4 степени за храбрость (1863),
- орден Святой Анны 3 степени (1866),
- орден Святого Станислава 2 степени (1869),
- орден Святой Анны 2 степени (1872),
- орден Святого Владимира 3 степени с мечами (1877),
- золотая шашка (1877),
- орден Святого Станислава 1 степени (1881),
- орден Святой Анны 1 степени (1883),
- орден Святого Владимира 2 степени (1885),
- бриллиантовый перстень с вензелем Высочайшего имени (1889),
- орден Белого Орла (1897).